# Ecologia profunda
L'ecologia profunda és una branca recent de la filosofia ecològica que considera la humanitat part del seu entorn, i proposa canvis culturals, polítics, socials i econòmics per aconseguir una convivència harmònica entre els éssers humans i la resta d'éssers vius.

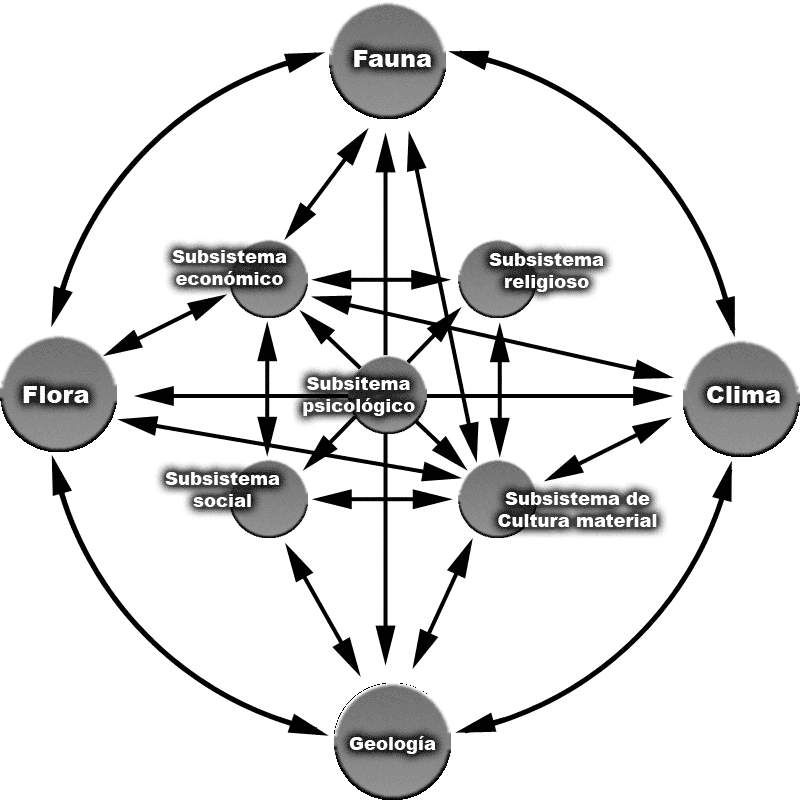
Sistema ambiental.

Estableix certes normes que es basen en una visió de la naturalesa amb una noció de la realitat i el lloc que els humans ocupen com a individus al planeta. Considera que l'espècie humana no té dret a passar per sobre de la diversitat, únicament per satisfer les seves necessitats vitals.

## L'ecologia profunda i els moviments ambientals
Els  moviments ambientals moderns inclouen una diversitat de filosofies fonamentals. Tots ells plantegen crítiques al model industrial de la nostra societat, considerat parcialment o totalment responsable de la  crisi ecològica que avui patim. L'ecologia profunda és un dels moviments que més radicalment s'oposa a l'actual model. Les veus de l'ecologisme són diverses. Per una banda, els conservacionistes es basen en una visió antropocèntrica.Consideren que l'ambient i la natura han de ser usats i protegits al mateix temps. Per a aquest corrent, la natura no té drets més enllà que serveix els interessos dels éssers humans. Per una altra, l'ecologia social i ecofeminisme estan relacionats amb demandes pròpies del segle xx; en el període anomenat postmodernisme solucionarien els conflictes ambientals conciliant els conflictes en les relacions humanes. També hi ha l'ecologia reformista, que lluita contra la contaminació i la disminució o desaparició de recursos ambun enfocament pragmàtic; en alguns simpatitzants, se li veu fins i tot com una oportunitat de mercat per al capitalisme.

## Origen i posicions ideològiques
El terme «ecologia profunda» va ser encunyat el 1973 per Arne Naess, com un terme teòric, però es va transformar posteriorment en un moviment.
Per a Naess els punts centrals de l'ecologia profunda són: a) considerar l'ésser humà en harmonia amb el medi, no per sobre, sota o fora d'aquest; b) la igualtat biocèntrica; totes les coses naturals, els ecosistemes, la vida, etc., tenen dret a existir independent del seu grau d'autodeterminació, i c) el dret a la diversitat cultural.
Actualment l'ecologia profunda es mesura contra l'anomenada «ecologia reformista», que és la que ha aconseguit més incidència en els debats contemporanis degut a la rellevància pública de molts dels seus simpatitzants, fins i tot aconseguint en molts països d'estar els seus membres inserits plenament en el poder polític i empresarial. No obstant això, el nucli d'acció es dona en el món anglosaxó, i és gairebé inexistent a la resta del món.
L'ecologia profunda té com a premissa una integració total de la persona a la natura, de manera que no estigui ni per sobre ni fora de la natura. Per la mateixa raó, també qüestiona fortament les grans decisions político-econòmiques, i el fet que molts dels seus adherents siguin persones que es perfilen en grups polítics.
El concepte va ser desenvolupat més tard per Bill Devall i George Sessions en publicar el 1985 el llibre Deep Ecology. Un altre autor integrat en aquest corrent és Fritjof Capra.

## Principis
Els defensors de l'ecologia profunda consideren que el món no existeix com un recurs lliurement explotable pels humans. L'ètica de l'ecologia profunda sosté que tot el sistema és superior a qualsevol de les seves parts. Es proposen vuit punts o principis que ajuden a comprendre la seva posició:
| « | 1. El benestar i el floriment de tota vida humana i no humana sobre la terra tenen un valor en si mateixos (valor intrínsec). Aquests valors són independents de la utilitat que proporcioni el món no-humà a les finalitats humanes. 2. La riquesa i diversitat de formes de vida contribueixen a la realització d'aquests valors, i alhora són valors en si mateixos. 3. La humanitat no té dret a reduir aquesta riquesa i diversitat excepte per satisfer les seves necessitats vitals bàsiques. 4. El desenvolupament de la vida humana i de la seva cultura és compatible amb un substancial decreixement de la població humana actual. El desenvolupament lliure de la vida no-humana requereix necessàriament aquest decreixement. 5. La interferència actual de l'home al món natural no-humà és excessiva, i la situació està empitjorant ràpidament. 6. Per tant, les polítiques actuals han de ser canviades. Aquestes polítiques afectaran a l'economia bàsica, a la tecnologia i a les estructures ideològiques. Els temes resultants d'aquestes polítiques seran molt diferents als actuals. 7. El canvi ideològic està principalment relacionat a apreciar la qualitat de la vida molt per sobre de l'intent d'aconseguir per sí un major nivell de vida basat en el consum desmesurat i l'acumulació material de béns. Cal una profunda consciència de la deferència entre gran (quantitat) i grandiós (qualitat). 8. Aquelles persones que subscriguin aquests punts tenen l'obligació de, directament o indirecta, intentar aplicar els canvis necessaris. | » |

## Nou paradigma
Per Fritjof Capra l'ecologia profunda fa part del nou paradigma d'una visió holística del món, en què es passa de la concepció de l'univers com màquina, a veure'l com una xarxa de relacions, el que implica pensament sistèmic per a la seva comprensió.